# Premis Ondas 1958
Els Premis Ondas 1958 van ser la cinquena edició dels Premis Ondas, entregats a Barcelona el 14 de novembre de 1958. En aquesta edició es diferencien quatre categories: Premis Nacionals de ràdio, locals, internacionals i radiaficionats.

## Nacionals de ràdio
- Millor actriu dramàtica: Aurora Bautista
- Millor actriu còmica: Mary Santpere
- Millor actor: Manuel Dicenta - Cadena SER
- Millor locutora: Luisa Fernanda Martí - Cadena SER
- Millor locutor: José Luis Pécker - Cadena SER
- Millor director: Luis Durán - Cadena SER
- Millor guionista:Enrique González Estefani - RNE
- Millor labor religiosa: Pare Venancio Marcos - RNE
- Millor labor benèfica: Adolfo Fernández - La voz de Madrid
- Millor labor cultural: Antonio Manuel Campoy - RNE
- Millor labor periodística: Ángel Marrero - RNE
- Millor labor musical: Mestre Indalecio Cisneros - Cadena SER
- Millor labor esportiva: Vicente Marco - Cadena SER
- Millor labor taurina: Curro Meloja - Cadena SER

## Locals
- Millor actriu: Tota Alba - TVE
- Millor actor: Mario Beut - Ràdio Barcelona
- Millor locutora: Blanquita Álvarez - TVE
- Millor locutor: Jorge Arandes - RNE Barcelona TVE
- Millor director: Juan Granell - Radio València
- Millor guionista: José Joaquín Marroquí - Radio España Barcelona
- Millor labor benèfica: Pare Emiliano - Radio Bilbao
- Millor labor religiosa: José María Tarrasa - Radio Tarragona
- Millor labor cultural: José María Farré - Radio Zaragoza
- Millor labor periodística: Victoriano Fernández de Asís - TVE
- Millor labor musical: Pare Federico Sopeña - Radio Barcelona
- Millor labor musical: Enrique Fernández Saloni - RNE i Radio Madrid
- Millor labor taurina: Enrique Vila - Radio Sevilla

## Internacionals de ràdio i televisió
- Millor locutora: Heidi Abel - Radio TV Suïssa-Berna (Suïssa)
- Millor locutor: Mario Riva - RAI Roma (Itàlia)
- Millor labor musical: Maestro Alberico Vitalini - Ràdio Vaticà (Santa Seu)
- Millor labor dramàtica: Paddy Chayefsky - NBC-TV- Nova York (Estats Units)
- Millor cap de programes en castellà: Radio Nederland-Hilversum (Països Baixos)

## Radioaficionats
- Antonio Jiménez Moreno - Al-Aaiun (Sàhara Espanyol)
- Lucio Moreno Quintana - Buenos Aires (Argentina)